# Bnei Brak
Bnei Brak (hebreiska: בני ברק, Bené Berak) är en stad inom Gush Dan i Israel. Den ligger öster om Ramat Gan. Bnei Brak har omkring 145 000 invånare. Stadens befolkning består främst av ultraortodoxa judar och är en av de mest religiösa städerna i Israel.
Staden är 709 hektar och femte mest tätbefolkade staden i världen. Den elektrifierades 1929. Stadsrättigheter erhölls 1949/1950. Det finns 22 officiella stadsdelar. Bnei Brak genomkorsas (öst-västligt) av Rabbi-Akiva-gatan längs vilken de flesta officiella byggnader ligger. Staden har egen busstation och järnvägsstation.

## Ekonomi
I Bnei Brak finns bland andra Coca Colas buteljeringsfabrik och Dubek Ltd. (hebreiska: דובק בע"מ) som är en rökverkstillverkare och kreditkortsföretaget Leumi Card.